# Život a neobyčejná dobrodružství vojáka Ivana Čonkina
Život a neobyčejná dobrodružství vojáka Ivana Čonkina je česko-italsko-francouzsko-britsko-ruská filmová komedie z roku 1994. Natočil ji režisér Jiří Menzel podle scénáře Zdeňka Svěráka, který vycházel ze stejnojmenné knihy Vladimira Vojnoviče. Film se odehrává v ruské vesnici za druhé světové války, jedná se o parodii na sovětské válečné filmy.